# Yami Gautam
Yami Gautam (Bilaspur, 28 de noviembre de 1988) es una actriz de películas india y modelo quien principalmente aparece en películas de Bollywood. También ha aparecido en unas cuantas películas Telugu, Kannada, Punjabi,  Malayalam y Tamil.
En el 2012, Gautam hizo su debut en una película hindi con la comedia Vicky Donor, la cual fue un éxito de crítica y comercial. A partir de allí continuó en la actuación ahaciendo el papel de una joven esposa en la película policíaca Badlapur (2015), una mujer ciega en el thriller Kaabil (2017), y un oficial de inteligencia en el thriller de acción Uri: The Surgical Strike (2019). Esta última se encuentra entre las películas indias más taquilleras de todos los tiempos.

## Biografía
Yami Gautam nació en una familia hindú en Bilaspur, Himachal Pradesh y creció en Chandigarh. Su padre Mukesh Gautam es un director de cine punjabi. Su madre es Anjali Gautam. Yami tiene una hermana menor Surilie Gautam, quien debutó en la pantalla grande con la película punjabi llamada Power Cut.  Ella realizó su escolarización, y luego entró a la universidad para hacer la licenciatura en Derecho. De muy joven anheló unirse a los Servicios Administrativos Indios (IAS), pero a la edad de 20, Yami decidió empezar su carrera de actriz. Aunque se dedicó en forma intensiva a la licenciatura en su primer año, lo abandonó por la actuación.  Recientemente, ha retomado la licenciatura en Bombay por medio tiempo. A Yami le gusta leer, decoración de interior y escuchar música.

## Carrera televisiva
A la edad de veinte, Gautam se mudó a Bombay para realizar su carrera cinematográfica. Hizo su debut televisivo con Chand Ke Paar Chalo, al cual siguió Raajkumar Aaryyan. Posteriormente, desempeñó su rol más importante en la película Yeh Pyar Na Hoga Kam, la cual estuvo en el aire en el canal Colors. Además, participó en los reality show Meethi Choori No 1 y Kitchen Champion Season 1.

## Carrera
Después de hacer su debut en Kannada, Gautam hizo su debut en Bollywood al desempeñar un rol protagónico en la comedia.drama romántica de Shoojit Sircar denominada Vicky Donor (2012);interpretó a Ashima Roy, una mujer Bengali que se enamora de un Punjabi (Khurrana) y logra saber acerca del pasado de éste luego de casarse. Esta película, la cual marcó el debut en producción del actor de Bollywood John Abraham, recibió críticas positivas y demostró ser un gran éxito comercial y una de las películas más taquilleras del año con una taquilla de ₹645 millones ($3.9 millones de dólares). En su debut, Gautam recibió reconocimiento de la crítica así como varios premios y nominaciones, incluyendo el trofeo de Mejor Debut Femenino (empatando con Ileana D'Cruz por Barfi!)  en los Zee Cine Awards, y una nominación bajo la misma categoría en los premios 58th Filmfare Awards.

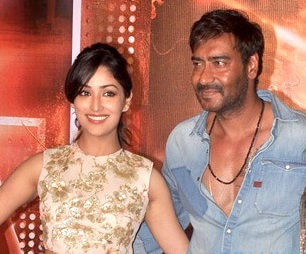
Gautam y Ajay Devgn en el lanzamiento del tráiler de Action Jackson en 2014

Después de estar dos años lejos de películas de Bollywood, Gautam regresó en 2014 y apareció en dos películas, la primera fue la comedia romántica de Eeshwar Nivas llamada Total Siyappa, siendo los coprotagonistas Ali Zafar, Anupam Kher, y Kirron Kher. En esta película, el personaje de Gautam muestra su amor al personaje de Zafar. La segunda película de Bollywood lanzada ese año por Gautam fue Action Jackson, un thriller de acción realizado por Prabhu Deva, en el que Ajay Devgn interpreta un doble rol. Ambas películas, Total Siyappa y Action Jackson obtuvieron una taquilla menor a lo esperado. 
En el 2015, Gautam apareció junto con Varun Dhawan y Nawazuddin Siddiqui en la película Badlapur, un thriller de acción de Sriram Raghavan . La película, la cual se centra en la historia de un hombre (Raghu, interpretado por Dhawan) quien a lo largo de 15 años venga el asesinato de su mujer (Misha, interpretado por Gautam) e hijo, fue un éxito comercial, recaudando  ₹770 millones ($11 millones de dólares) en todo el mundo a pesar de obtener valoraciones negativas. La actuación de Gautam fue elogiada.
En el 2016, Gautam actuó en dos películas románticas:  Sanam Re  (realizada por Divya Khosla Kumar) y  Junooniyat (realizada por Vivek Agnihotri). En la primera, interpreta una joven liceal que se enamora del personaje de Samrat, y en la segunda, interpreta una joven Punjabi que se enamora de un oficial del ejército (Samrat). Ambas Sanam Re y Junooniyat  fueron fracasos comerciales.
El año siguiente, Gautam colaboró con Hrithik Roshan en el thriller romántico de Sanjay Gupta denominado Kaabil (2017), el cual cuenta la historia de un hombre ciego quien venga la violación de su mujer ciega. La película, así como su interpretación, recibió diversas críticas, y fue un éxito financiero: recaudó ₹1.96 mil millones ($28 millones de dólrares) en todo el mundo. Más tarde en 2017, Gautam apareció brevemente en el thriller político de Ram Gopal Varma  llamado Sarkar 3, el tercer episidio de Varma llamado Sarkar franchise, junto a Amitabh Bachchan, Jackie Shroff, Manoj Bajpayee, y Amit Sadh. Sarkar 3 falló en la taquilla. La siguiente película de Gautam fue el dramedy Shree Narayan Singh denominado Batti Gul Metro Chalu (2018), en el que ella interpreta una abogada junto a Shahid Kapoor, Shraddha Kapoor, y Divyendu Sharma. La película tampoco fue éxito de taquilla.
El mayor éxito de Gautam llegó en 2019 cuando actuó en el thriller de acción militar de Aditya Dhar denominado Uri: The Surgical Strike, junto a Vicky Kaushal, Paresh Rawal, Mohit Raina, y Kirti Kulhari. Basado en 2016 Uri attack Gautam interpretó el personaje llamado Pallavi Sharma, una enfermera convertida en agente de inteligencia. A poco de su lanzamiento, la película resultó ser una de las películas indias más taquilleras de todos los tiempos, recaudando más de ₹3.36 mil millones ($54 millones de dólares) en todo el mundo. Su interpretación fue alabada por la crítica..
Nuevos proyectos
En el 2019, Gautam aparece en dos películas. En una de ellas se reúne con Ayushmann Khurrana en la comedia dramática de Amar Kaushik llamada Bala, una sátira sobre el atractivo físico, el cual es lanzado el 7 de noviembre de 2019. La segunda película es Ginny Weds Sunny  dirigido por el debutante Puneet Khanna y producido por Vinod Bachchan.

## Marcas patrocinantes
Sus marcas patrocinantes incluyen Fair & Lovely,  Cornetto, Samsung Mobile, Chevrolet, y muchas otras marcas.

## Filmografía
| Año  | Película                       | Papel                          | Idioma       | Notas     |
| ---- | ------------------------------ | ------------------------------ | ------------ | --------- |
| 2009 | Ullasa Utsaha                  | Mahalakshmi                    | Kannada      |           |
| 2011 | Ek Noor                        | Rabiha                         | Punjabi      |           |
| 2011 | Nuvvila                        | Archana                        | Telugu       |           |
| 2012 | Vicky Donor                    | Ashima Roy                     | Hindi        |           |
| 2012 | Héroe                          | Gauri Menon                    | Malayalam    |           |
| 2013 | Gouravam                       | Yazhini                        | Tamil        |           |
| 2013 | Gouravam                       | Yamini                         | Telugu       |           |
| 2013 | Yuddham                        | Madhumita                      | Telugu       |           |
| 2014 | Total Siyapaa                  | Asha                           | Hindi        |           |
| 2014 | Action Jackson                 | Anusha                         | Hindi        |           |
| 2015 | Badlapur                       | Misha Verma                    | Hindi        |           |
| 2015 | Courier Chico Kalyan           | Kavya                          | Telugu       |           |
| 2016 | Sanam Re                       | Shruti                         | Hindi        |           |
| 2016 | Junooniyat                     | Suhani Kapoor                  | Hindi        |           |
| 2016 | Tamilselvanum Thaniyar Anjalum | Kavya                          | Tamil        |           |
| 2017 | Kaabil                         | Supriya Bhatnagar              | Hindi        |           |
| 2017 | Sarkar 3                       | Annu Karkare                   | HindiMarathi |           |
| 2018 | Batti Gul Metro Chalu          | Defensor Gulnaar Rizvi         | Hindi        |           |
| 2019 | Uri: The Surgical Strike       | Pallavi Sharma/Jasmine Almeida | Hindi        |           |
| 2019 | Bala                           | Pari                           | Hindi        |           |
| 2020 | Ginny Weds Sunny               | Ginny                          | Hindi        | Filmación |
| 2023 | El vuelo de los ladrones       | Neha Grover                    | Hindi        |           |

## Televisión
| Año  | Espectáculo                          | Rol                   | Canal        |
| ---- | ------------------------------------ | --------------------- | ------------ |
| 2008 | Chand Ke Paar Chalo                  | Sana                  | NDTV Imagine |
| 2009 | CID - Episodio 642 - Kabarwali Ladki | Ananya                | Sony TV      |
| 2009 | Raajkumar Aaryyan                    | Rajkumari Bhairvi     | NDTV Imagine |
| 2009 | Yeh Pyar Na Hoga Kam                 | Leher Mathur Vajpayee | Colors       |
| 2010 | Meethi Choori No 1                   | Contestant            | Imagine TV   |
| 2010 | Kitchen Champion Season 1            | Contestant            | Colors       |

## Premios y nominaciones
| Año  | Premio                                     | Categoría                                     | Película    | Resultado |
| ---- | ------------------------------------------ | --------------------------------------------- | ----------- | --------- |
| 2012 | Premios de Oro 5° Boroplus                 | Estrellas Nacientes de Televisión             | Vicky Donor | Ganadora  |
| 2012 | Premios Bhaskar Bollywood                  | Entrada Fresca del Año                        | Vicky Donor | Candidata |
| 2012 | Premios Elegidos por las personas en India | Actor Debutante Favorito (Mujer/Macho)        | Vicky Donor | Candidata |
| 2012 | Premios BIG Star Entertainment             | Actriz Debutante (de Película) más Entretenid | Vicky Donor | Ganadora  |
| 2013 | Premios Empresariales ETC Bollywood        | El Debut más Provechoso (Femenino)            | Vicky Donor | Candidata |
| 2013 | Premios Filmfare                           | Mejor Debut Femenino                          | Vicky Donor | Candidata |
| 2013 | Screen Awards                              | El Recién Llegado más Prometedor- Femenino    | Vicky Donor | Candidata |
| 2013 | Premios Zee Cine                           | Mejor Debut Femenino                          | Vicky Donor | Ganadora  |
| 2013 | Premios Stardust                           | Mejor Actriz                                  | Vicky Donor | Candidata |
| 2013 | Premios Stardust                           | Superstar De Mañana– Femenino                 | Vicky Donor | Candidata |
| 2013 | Premios Star Guild                         | Mejor Debut Femenino                          | Vicky Donor | Candidata |
| 2013 | Premios Times of India                     | Mejor Debut – Femenina                        | Vicky Donor | Candidata |
| 2013 | Premios IIFA                               | Estrella Debut del Año– Femenina              | Vicky Donor | Ganadora  |
| 2017 | Premios Lux Golden Rose                    | Premio Belleza Versátil del Año               |             | Candidata |
| 2017 | Premios Lux Golden Rose                    | Premio Intérprete Revelación del Año          | Kaabil      | Candidata |

### Otros reconocimientos
- 2013: Mujer Más Deseable No. 12 del 2012 para iTimes  .[35]